# 夜明けのうた (アルバム)
夜明けのうた（よあけのうた）は、2023年9月6日に発売された、バーチャルYouTuberグループ・ホロライブによる音楽プロジェクトであるBlue Journeyの1枚目のアルバム。

## リリース
本アルバムの発売は、2023年7月8日にホロライブのYouTubeチャンネルにて行われた生配信にて発表された。形態は、CDのみの「通常盤」、アートブックが同梱された「初回限定盤」、アートブックおよびアクリルスタンドが同梱された「UNIVERSAL MUSIC STORE盤」の3つが存在する。

## カバーアート
通常盤のカバーアートは、方位磁針が置かれた砂浜の写真で、初回限定盤およびUNIVERSAL MUSIC STORE盤のカバーアートは、イラストレーターのあめのじゃくが手がけた、本アルバムの収録曲の歌唱を担当した23名のホロライブの所属タレント・アキ・ローゼンタール、白上フブキ、湊あくあ、癒月ちょこ、大空スバル、大神ミオ、さくらみこ、猫又おかゆ、戌神ころね、兎田ぺこら、不知火フレア、白銀ノエル、宝鐘マリン、天音かなた、角巻わため、常闇トワ、姫森ルーナ、雪花ラミィ、獅白ぼたん、尾丸ポルカ、鷹嶺ルイ、博衣こより、沙花叉クロヱのイラストである。

## チャート成績
初週13,606枚として、オリコンチャートによる2023年09月18日付の週間 合算アルバムランキングにて8位、週間 アルバムランキングにて11位、週間 デジタルアルバムランキングにて3位、週間 アニメアルバムランキングにて1位を記録した。また、初週12,048枚として、Billboard JAPANによる2023年09月13日公開のBillboard Japan Hot Albumsにて8位、Billboard Japan Top Albums Salesにて12位、Billboard Japan Download Albumsにて3位を記録した。

## 収録曲
1. ツキノナミダ [3:46]
作詞・作曲・編曲：伊藤和馬（Arte Refact）、歌：角巻わため・獅白ぼたん・沙花叉クロヱ
2. また傷に触れる [3:18]
作詞・作曲：中居廉、編曲：樂、歌：不知火フレア・常闇トワ・尾丸ポルカ
3. 不純矛盾 [3:01]
作詞・作曲・編曲：中村瑛彦、歌：戌神ころね・兎田ぺこら・姫森ルーナ・博衣こより
4. 君になりたかった [3:03]
作詞：MegRi、作曲：如月結愛（Arte Refact）、編曲：水野谷怜（Arte Refact）、歌：さくらみこ・宝鐘マリン・尾丸ポルカ
5. astro [4:11]
作詞・作曲・編曲：澤田空海理、歌：猫又おかゆ・白銀ノエル・天音かなた
6. ラブソングはいらない [3:37]
作詞・作曲：池窪浩一、編曲：小山寿（agehasprings Party）、歌：白上フブキ・兎田ぺこら・雪花ラミィ
7. あの日の僕らへ [3:25]
作詞・作曲：凛々咲、編曲：岡本辰平、歌：湊あくあ・天音かなた・雪花ラミィ
8. 夏を許せない [3:34]
作詞・作曲：春尾ヨシダ、編曲：伊藤立（agehasprings Party）、歌：大神ミオ・猫又おかゆ・鷹嶺ルイ
9. 泡沫 [3:03]
作詞：竹市佳伸・幕須介人、作曲・編曲：竹市佳伸、歌：アキ・ローゼンタール・白上フブキ・鷹嶺ルイ
10. 僕は独りだ [3:29]
作詞：山本恭平（Arte Refact）、作曲：河合泰志（Arte Refact）・山本恭平（Arte Refact）、編曲：河合泰志（Arte Refact）、歌：湊あくあ・宝鐘マリン・角巻わため
11. 光の軌跡 [4:38]
作詞：山本恭平（Arte Refact）、作曲：河合泰志（Arte Refact）・山本恭平（Arte Refact）、編曲：河合泰志（Arte Refact）、歌：アキ・ローゼンタール・大空スバル・大神ミオ
12. サザンクロス [3:53]
作詞・作曲・編曲：竹市佳伸、歌：癒月ちょこ・大空スバル・さくらみこ・常闇トワ・沙花叉クロヱ
13. The Bonus Track（Instrumental）
初回限定盤およびUNIVERSAL MUSIC STORE盤に収録された器楽曲[1]

## Blue Journey 1st Live「夜明けのうた」
Blue Journey 1st Live「夜明けのうた」（ブルー ジャーニー ファースト ライブ よあけのうた）は、2023年9月13日に日本・東京ガーデンシアターにて開催された、Blue Journeyの1回目のライブ。同年7月8日にホロライブのYouTubeチャンネルにて行われた生配信にて開催が発表された。ホロライブ、同グループが所属するバーチャルYouTuber事務所・ホロライブプロダクション、およびこれらの運営元・カバー株式会社が主催し、アルバムの収録曲の歌唱を担当した23名のホロライブの所属タレント全員が出演した。歌とダンスによるパフォーマンスと朗読パートで構成され、アルバムの収録曲を軸に、それぞれの楽曲で描かれているストーリーを朗読で補完する内容となっている。
セットリスト
13曲目の「水たまり」は、本公演で初めて披露された新曲で、出演タレント全員が歌唱を担当した。

- 朗読1（アキ・ローゼンタール、大神ミオ、白銀ノエル、天音かなた、獅白ぼたん、博衣こより）

1. 「僕は独りだ」
2. 「君になりたかった」
3. 「また傷に触れる」
  - 朗読2（癒月ちょこ、大空スバル、さくらみこ、角巻わため、常闇トワ、沙花叉クロヱ）
4. 「ラブソングはいらない」
5. 「astro」
6. 「不純矛盾」
7. 「泡沫」
8. 「夏を許せない」
9. 「あの日の僕らへ」
  - 朗読3（白上フブキ、不知火フレア、宝鐘マリン、尾丸ポルカ、鷹嶺ルイ）
10. 「光の軌跡」
11. 「ツキノナミダ」
12. 「サザンクロス」
  - 朗読4（白上フブキ、湊あくあ、猫又おかゆ、兎田ぺこら、雪花ラミィ）
13. 「水たまり」

### Blu-ray Disc
『Blue Journey 1st Live「夜明けのうた」』（ブルー ジャーニー ファースト ライブ よあけのうた）は、株式会社ブシロードミュージックから2024年4月24日に発売された、「Blue Journey 1st Live「夜明けのうた」」の模様を収録したBlu-ray Disc。初週3,333枚として、オリコンチャートによる2024年05月06日付
の週間 Blu-rayランキングにて10位、週間 ミュージックBlu-rayランキングにて4位、週間 ミュージックDVD・Blu-rayランキングにて5位を記録した。